# Vieuzos
Vieuzos ist eine französische Gemeinde mit 49 Einwohnern (Stand 1. Januar 2022) im Département Hautes-Pyrénées in der Region Okzitanien. Sie gehört zum Kanton Les Coteaux und zum Arrondissement Tarbes.

## Lage
Sie ist umgeben von folgenden Nachbargemeinden:
|                 | Betpouy                                     |         |
| Tournous-Devant | Kompassrose, die auf Nachbargemeinden zeigt | Cizos   |
|                 | Sabarros                                    | Caubous |

## Bevölkerungsentwicklung
| Jahr                      | 1962 | 1968 | 1975 | 1982 | 1990 | 1999 | 2008 | 2016 |
| ------------------------- | ---- | ---- | ---- | ---- | ---- | ---- | ---- | ---- |
| Einwohner                 | 101  | 98   | 85   | 67   | 64   | 46   | 48   | 46   |
| Quelle: Cassini und INSEE |      |      |      |      |      |      |      |      |

## Sehenswürdigkeiten
- Kirche Saint-Laurent